# Union démocratique bretonne
Pour les articles homonymes, voir UDB.
L’Union démocratique bretonne (UDB) (en breton : Unvaniezh Demokratel Breizh, en gallo : Union Dëmocratiq Bertonn) est un parti politique breton créé en 1964. Située à gauche de l'échiquier politique, l'UDB a pour objectifs l'autonomie politique de la Bretagne — c'est-à-dire une forte décentralisation — et l'écologie politique comme moyens d'action pour parvenir au projet de société qu'elle propose.
Mouvement passé d’un discours assez radical à sa création à un programme modéré aujourd'hui, l'Union démocratique bretonne est devenue l'un des partis régionaux les plus importants en France métropolitaine et le premier à avoir participé à un exécutif régional. Principale formation autonomiste en Bretagne, l'UDB est présente dans les institutions depuis ses débuts, avec un premier élu dès 1965 au Guilvinec. Elle est entrée au Conseil régional de Bretagne en 2004, à l'Assemblée nationale en 2012, au Conseil départemental d'Ille-et-Vilaine en 2021 et au Parlement européen en 2023.
Dotée d'une organisation politique structurée, et présente sur le terrain comme dans les mouvements sociaux, l’UDB a disposé à plusieurs moments de son histoire d’un nombre non négligeable de militants. Mais si elle rencontre un certain succès dans la diffusion de ses idées, dans une région à l'identité affirmée et aspirant à un pouvoir régional renforcé, son impact électoral reste faible. Ainsi, paradoxalement, l'Union démocratique bretonne apparaît toujours comme un mouvement politique en devenir,.

## Positionnement politique

### Charte de l'Union démocratique bretonne
Charte d’adhésion à l'UDB, mise à jour et adoptée lors de la Convention nationale du 29 avril 2000 à Plœmeur :
- Article 1 : l’Union démocratique bretonne (UDB) est un parti politique qui rassemble les Bretons d’origine ou d’adoption et les amis de la Bretagne conscients de l’existence du peuple breton. L’UDB agit pour la reconnaissance des droits du peuple breton au niveau de l’État français, de l’Union européenne et des instances internationales.
- Article 2 : l’UDB agit dans l’ensemble de la Bretagne et milite pour sa réunification administrative.
- Article 3 : l’UDB agit pour la construction d’une Europe fédérale et solidaire des peuples et des régions.
- Article 4 : l’UDB agit pour les droits culturels du peuple breton, notamment le droit effectif pour tout Breton d’accéder à la connaissance de son histoire, de sa culture et des langues de Bretagne.
- Article 5 : l’UDB agit pour que la Bretagne soit dotée d’institutions autonomes et des moyens de son développement.
- Article 6 : l’UDB condamne toute forme de dégradation de la personne humaine, notamment le racisme, le fascisme et les totalitarismes de toute nature. Elle œuvre pour l’établissement d’un régime résolument démocratique tant sur le plan individuel que collectif.
- Article 7 : l’UDB situe son action politique dans le cadre du débat démocratique, excluant tout recours à des moyens violents.
- Article 8 : l’UDB affirme la primauté de la personne humaine et du travail sur le capital et la nécessité d’une régulation et d’une orientation de l’économie de marché par la puissance publique et l’action citoyenne.
- Article 9 : l’UDB affirme le rôle primordial des organisations syndicales et professionnelles et des associations pour plus de démocratie dans l’économie.
- Article 10 : l’UDB œuvre pour l’établissement d’une société solidaire, ce qui implique la redistribution des richesses entre individus, entre régions et entre peuples au niveau européen comme au niveau mondial.
- Article 11 : l’UDB œuvre pour un développement durable qui préserve l’avenir de la planète et des générations futures. Ceci suppose la démocratisation et le renforcement des structures internationales, tant européennes que mondiales.
- Article 12 : l’UDB est solidaire des peuples qui luttent pour leur liberté politique, économique et culturelle.
- Article 13 : l’UDB, hostile au militarisme, agit pour le désarmement généralisé et en priorité pour la dénucléarisation. Elle défend le devoir d’ingérence, sous le contrôle d’instances internationales démocratiques, pour mettre fin aux violations massives des droits de l’homme dans les conflits internationaux ou internes aux États.

## Histoire
Créée en 1964, l’Union démocratique bretonne est l'un des plus anciens partis politiques de France et le plus ancien parti « régionaliste » de l'hexagone. Scission du Mouvement pour l'organisation de la Bretagne (MOB), l’UDB affirmera tout au long de son histoire son ancrage à gauche. Proche successivement des mouvances communiste, socialiste puis écologiste, elle n’en développera pas moins une idéologie originale qui, malgré une histoire tourmentée où s'alternent périodes de crise et périodes d'essor, permettra à l'UDB de s'implanter durablement dans le paysage politique régional et de s'inscrire dans l’histoire de la Bretagne.

## Organisation

### Identité visuelle
En 1964, lorsque Roger « Ronan » Leprohon (br) dessine à la main le nom du journal Le Peuple breton, il incruste le sigle de trois lettres capitales « UDB » sur le disque noir figurant la lettre « o ». Il fait ainsi apparaître ce qui deviendra le premier logo de l'Union démocratique bretonne. Celui-ci évoluera au cours des années, se dotera de la couleur, s'accompagnera d'un symbole.
Début 2012, le logotype est remodelé pour apparaître dans une nouvelle version sur les documents de communication en avril 2012. La principale modification concerne l'emblématique colombe celtique dont les entrelacs ont laissé place à un drapeau breton stylisé puis, en juillet 2021, à un fond jaune uni :

Premier logo de l'UDB dans les années 1960.
Logo des années 1990 et 2000.
Logo de 2012 à 2018.
Logo de 2018 à 2021.
Logo depuis 2021.

### Personnalités

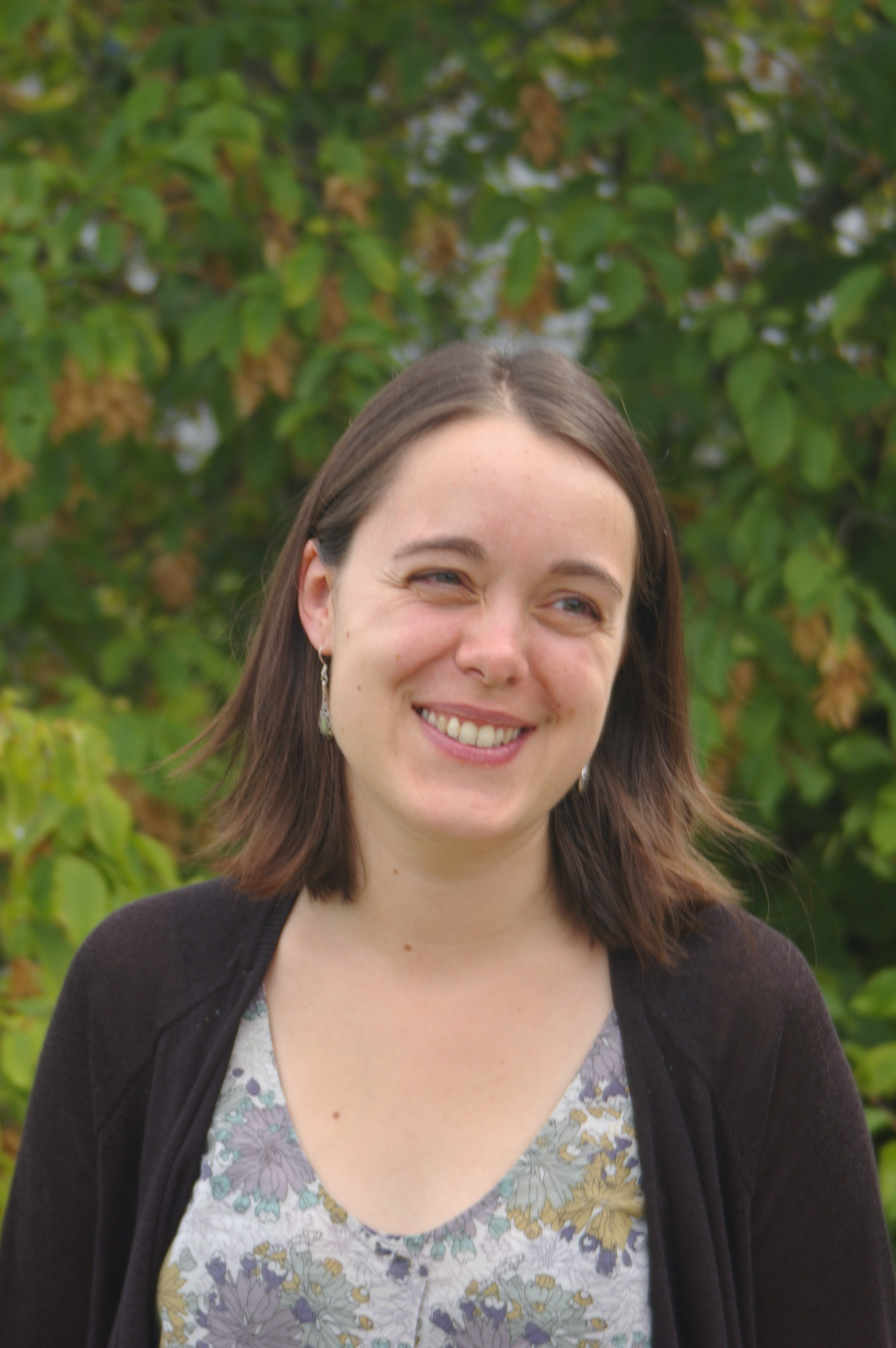
En 2008, Ana Sohier devient la première élue de France à recevoir une délégation au titre du « patrimoine culturel immatériel » (ici, à Bruz en septembre 2014).

Liste de personnalités membres de l'UDB ou qui s'en disent proches :
- Herri ar Borgn, écrivain, conteur[PPR 2]
- Herve ar Gall (br), écrivain
- Yannig Baron, militant culturel
- Mona Bras (br), auxiliaire de vie sociale, adjointe au maire de Guingamp, conseillère régionale de Bretagne
- Georges Cadiou, journaliste
- Jean-Christophe Cassard, professeur d'histoire médiévale[EL 1]
- Paolig Combot, écrivain, militant culturel
- Bruno Derrien, ancien arbitre international de football[EL 2]
- Erwan Evenou, écrivain, linguiste et militant syndicaliste
- Roger Gicquel, journaliste, présentateur du journal de 20 heures de TF1 de 1975 à 1980
- Jean Groix, vétérinaire
- Jean Guegueniat, enseignant
- Jean-Yves Guiomar, historien
- Christian Guyonvarc'h (br), entrepreneur, ancien vice-président puis rapporteur général du budget au Conseil régional de Bretagne[PPN 1]
- Laurent Katrakazos dit Loran Béru, guitariste des Bérurier noir et des Ramoneurs de menhirs[SP 1]
- Paol Keineg, poète, dramaturge
- Alain Kervern, professeur de japonais, spécialiste du haïku[PB 1]
- Annaig Le Gars, enseignante, conseillère régionale de Bretagne
- Alain Le Guyader, philosophe, sociologue
- Gwenc'hlan Le Scouëzec, médecin, écrivain, grand-druide de Bretagne de 1980 à 2008
- Morvan Lebesque, journaliste, essayiste
- Roger « Ronan » Leprohon (br), professeur des universités
- Lydie Massard, cheffe de cuisine, porte-parole de R&PS, députée européenne (en remplacement de Yannick Jadot devenu sénateur)
- Jean Moign, comédien, metteur en scène
- Paul Molac, enseignant, militant associatif, député de la 4e circonscription du Morbihan
- Jean-Jacques Monnier, historien, écrivain, conseiller municipal de Lannion de 1989 à 2014[PB 1]
- Fañch Morvannou, linguiste
- Claude Nadeau, musicienne classique, animatrice audiovisuelle[PPR 3]
- Nono, dessinateur de presse[SP 2]
- Yves Person, historien, africaniste[M 1], [PPR 4]
- Fañch Peru, écrivain
- Yann-Ber Piriou, écrivain, professeur des universités[INA 1]
- André Pochon, agriculteur, promoteur de l'agriculture paysanne et de l'agriculture durable[SP 3]
- Laurent Quevilly, journaliste, dessinateur de presse
- Pascal Rannou, écrivain
- Eugène Riguidel, navigateur
- Gilles Servat, auteur-compositeur-interprète[PB 2]
- Ana Sohier (br), cadre territoriale, conseillère municipale et communautaire de Rennes
- Alan Stivell, auteur-compositeur-interprète[L 3], [L 4], [2]
- Jean-Yves Veillard, historien

### Mouvement des jeunesUDB Yaouank(UDBy)
L'UDB Yaouank (UDBy), ou UDB Jeunes en langue française, est la structure animée par les adhérents de l'UDB ayant moins de 30 ans. Créé en 2007, le mouvement revendique une centaine d'adhérents en 2011. Ses membres disposent de leur propre organisation et élisent eux-mêmes leurs représentants. Le responsable de l'UDBy est membre d'office au bureau de l'UDB. L'UDB Jeunes est présent dans les manifestations sociales de la région et organise régulièrement ses propres actions militantes. Mobilisés lors des élections, certains membres ont pu se voir élire conseillers municipaux et conseillers communautaires.

### Association des élus progressistes de Bretagne (AEPB)

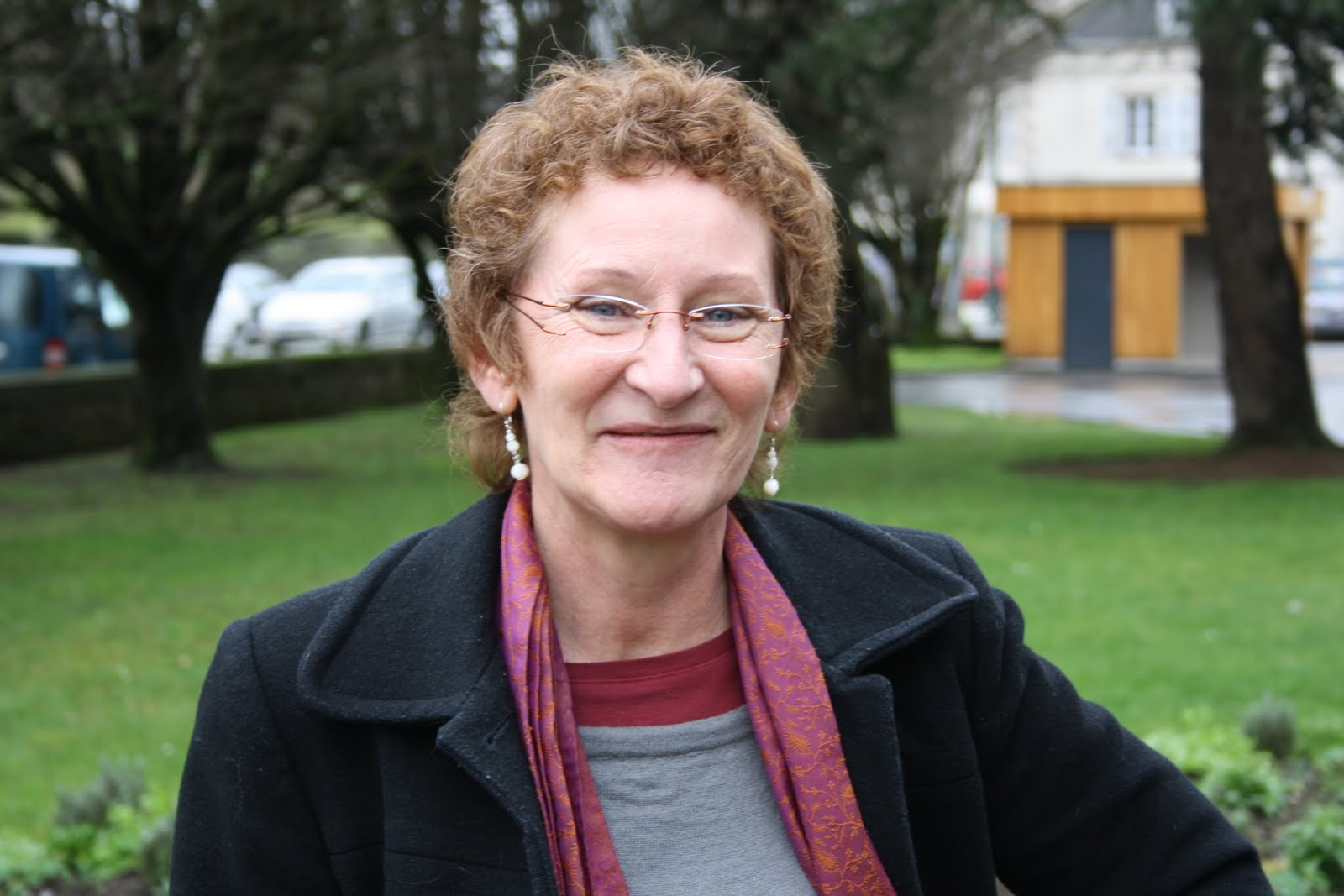
Nelly Fruchard le 19 février 2011, après son élection à la tête de l'AEPB.

Logo officiel de l'AEPB, apparu sur les supports de communication en juillet 2012.

L'Association des élus progressistes de Bretagne (AEPB), ou emglev dileuridi araokour Breizh (EDAB) en breton, est la structure rassemblant les élus UDB ou sans étiquette politique, proches de ce qui est appelé « la gauche bretonne et écologiste », , .
Créée à l'automne 1978, elle s'est tout d'abord dénommée AEMB : association des élus municipaux bretons. Puis lors d'une assemblée générale organisée 30 ans plus tard le 7 juin 2008 à Pontivy, les élus ont souhaité permettre l'adhésion des conseillers régionaux élus en 2004. Si ce changement de dénomination se justifie par une nécessité technique, le choix du terme « progressistes » s'explique par une volonté politique, comme le précise Herri Gourmelen, président de l'association jusqu'en 2008, et décédé en novembre 2020 : « l'AEPB a en effet vocation à [...] devenir le lieu de rencontre et d’échange de tous ceux et celles qui, impliqués dans la vie municipale, cherchent à donner un sens et une dimension collective à leur engagement en faveur d’une Bretagne solidaire, respectueuse de son environnement et de sa culture ».
L'objectif de l'AEPB est de proposer à ses membres un outil de concertation, de formation et de communication. Elle apporte un soutien dans leur action politique, notamment « en faveur de la défense de l'identité bretonne, de la politique d'aménagement du territoire, du développement durable et de la démocratie de proximité », .
Son bureau respecte la parité hommes-femmes. Il est composé de huit membres issus de la Bretagne historique et représente aussi bien les grandes villes et les villes moyennes que les petites communes. L'AEPB comptait 150 élus membres en 2008, dont 1/3 non encarté à l'UDB. Elle semble inactive depuis 2015.
| Période     | Nom                                                       | Commentaire                                                       |
| ----------- | --------------------------------------------------------- | ----------------------------------------------------------------- |
| 2011 – 2014 | Nelly Fruchard (DVG), maire de Plescop                    | Élue le 19 février 2011 lors de l'assemblée générale de Pontivy,. |
| 2008 – 2011 | Georges Cadiou (UDB), adjoint au maire de Quimper         | Élu le 7 juin 2008 lors de l'assemblée générale de Pontivy.       |
| 1978 – 2008 | Herri Gourmelen (UDB), conseiller municipal de Saint-Malo | Élu à l'automne 1978 lors de la création de l'association.        |

### Représentation en France et en Europe

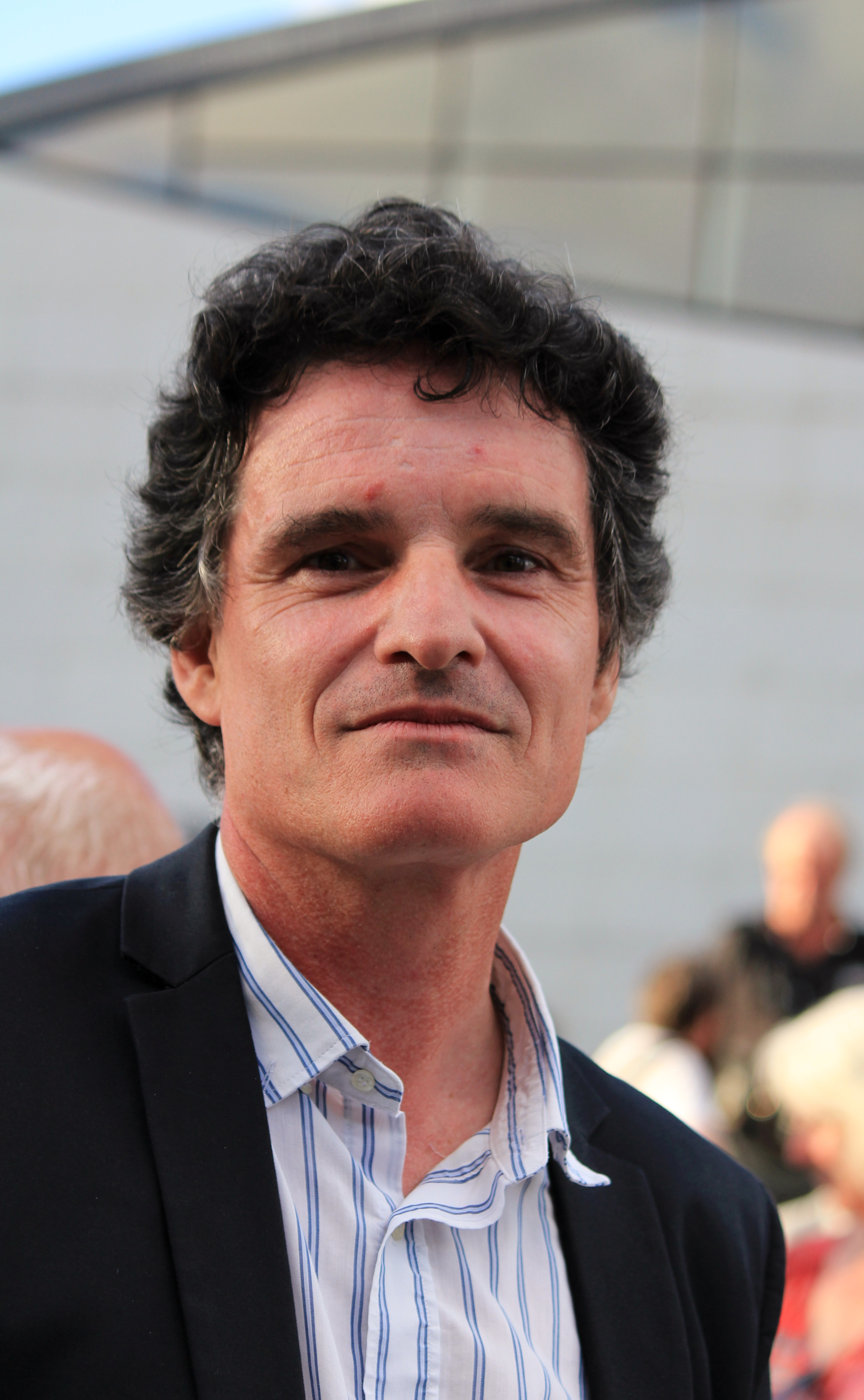
Le député Paul Molac à Lorient en août 2013.

Au niveau hexagonal, l'UDB a été l'un des partis fondateurs de la fédération Régions et peuples solidaires (R&PS) en novembre 1994. R&PS est une coalition de partis régionalistes, autonomistes ou indépendantistes présents sur le territoire de la République française. Depuis son élection en juin 2012, le député breton Paul Molac (RPS-UDB puis LREM puis sans étiquette) représente la fédération sur les bancs de l'Assemblée nationale, .
Au niveau européen, l'Union démocratique bretonne a intégré l'Alliance libre européenne (ALE) en 1987. L'ALE est un parti politique européen qui rassemble des partis régionalistes, autonomistes ou indépendantistes présents sur le territoire de l'Union européenne. Au Parlement européen, ses eurodéputés siègent au côté des eurodéputés verts pour former le groupe Verts/ALE. Entre 2009 et 2014, puis depuis mai 2019, le Corse François Alfonsi (RPS-PNC) est élu eurodéputé et représente la fédération Régions et peuples solidaires — et donc l'Union démocratique bretonne — sur les bancs du Parlement européen. Bruno Le Clainche, membre de l'UDB, est l'un de ses assistants parlementaires à Bruxelles, .

## Élections
Des années 1970 aux années 2000, l'Union démocratique bretonne ne parvient à capter qu'une part modeste de l'électorat breton. L'universitaire Romain Pasquier constate qu'elle obtient des résultats significatifs aux élections locales, entre 5 et 10 % des suffrages exprimés, mais franchit rarement la barre des 3 % lors des élections nationales.
L'une des raisons se trouve dans le mode de scrutin majoritaire à deux tours largement pratiqué en France et qui a considérablement limité la possibilité de l'UDB d'obtenir des élus. Or, il est important pour le parti d'être représenté dans les assemblées explique l'ancien porte-parole Ronan Divard : « avoir des élus procure des moyens financiers et une tribune d'expression beaucoup plus importante que si on se cantonne à un rôle d'opposant systématique ». Il y a aussi la volonté de « démontrer qu'un élu autonomiste est tout à fait apte à gérer des affaires locales ou régionales ».

Cet obstacle institutionnel a amené le parti autonomiste à rechercher, notamment lors des élections locales, des alliances avec d'autres partis de gauche. C'est là une critique faite par les détracteurs de l'UDB qui n'hésitent pas, de l'aveu même de Ronan Divard, à taxer ses militants de « supplétifs indigènes du Parti socialiste », même si ces alliances ne sont pas systématiques, .
« Depuis 2004, la donne a changé » selon Romain Pasquier. Avec le changement du mode de scrutin des élections régionales et l'entrée de l'UDB au Conseil régional de Bretagne, ajouté à une alliance fructueuse et régulière avec Europe Écologie Les Verts, le parti autonomiste progresse en électorat et en nombre d'élus.

### Des cycles électoraux et des alliances qui évoluent
Engagée dans la compétition électorale depuis ses débuts, l'Union démocratique bretonne a vécu quatre décennies politiques qui constituent des cycles électoraux distincts avec des stratégies d'alliances différentes.
La décennie 1970 marque un cycle d'expansion de l'UDB. Après des débuts électoraux difficiles au milieu des années 1960, un décollage électoral s'opère au début des années 1970 pendant lesquelles l'UDB s'engage dans les combats sociaux et profite de l'essor du mouvement culturel breton qu'elle contribue à structurer, .

Les élections législatives de 1973 voient les cinq candidats UDB obtenir 2,10 % des voix en moyenne. Les cantonales de 1976 montrent une progression avec une moyenne de 5,27 % pour les neuf candidats UDB en lice. En participant aux listes d'Union de la gauche lors des municipales de 1977, l'UDB obtient 35 élus dont 11 dans sept villes de plus de 30 000 habitants. Les 34 candidats aux cantonales de 1979 (trois fois plus qu'en 1976) obtiennent 5,63 % en moyenne, plusieurs candidats dépassant les 10 %. Aux municipales de 1983, l'UDB présente des candidats dans 130 communes et double son implantation en remportant 80 conseillers municipaux dans 60 communes.
La décennie 1980 est un cycle de reflux pour l'UDB. Le vote des lois de décentralisation, un vieillissement de ses mots d'ordre idéologiques (« Bretagne = colonie ») et des dissensions internes affaiblissent l'UDB électoralement. Déjà lors des législatives de 1978, l'UDB avait connu un certain recul : alors qu'elle s'engage dans la moitié des circonscriptions bretonnes, ses candidats obtiennent 1,91 % des voix en moyenne. Aux législatives de 1981, l'UDB passe un accord avec le Parti socialiste (PS) et finit par se noyer dans la marée rose. Les élections cantonales de 1982 et surtout 1985 connaissent une baisse du vote autonomiste. Les premières élections régionales en 1986 sont également très décevantes pour l'UDB qui, avec seulement 1,55 % des voix, échoue à se voir représentée à la première assemblée régionale démocratiquement élue. L'Union démocratique bretonne souffre à la fois de l'augmentation du nombre de candidats lors des élections et de la bipolarisation de la vie politique locale, régionale et nationale. Ses résultats négatifs entraînent une profonde crise au sein de l'UDB et remettent en cause son « alliance naturelle » avec le PS ou le PCF : à partir de la fin des années 1980, ces alliances ne sont plus automatiques et varient selon les scrutins.
Conséquence d'une refonte organisationnelle et idéologique opérée à partir de la fin des années 1980, la décennie 1990 est pour l'UDB une période de stabilisation du nombre de ses élus au niveau communal et de légère progression dans l'électorat. Lors des régionales de 1992, le parti obtient 2,07 % des voix. Aux législatives de 1993 et 1997, il obtient respectivement 2,51 % avec sept candidats et 1,97 % avec 22 candidats. En septembre 1997, l'UDB développe sa philosophie d'un fédéralisme social et adopte un programme de 44 propositions pour la Bretagne dans l'optique des élections cantonales et régionales à venir. Aux régionales de 1998, le parti est en net progrès avec 3,14 % des suffrages exprimés mais ne réussit nulle part à franchir la barre des 5 % permettant sa représentation au Conseil régional.
La décennie 1990 est aussi l'occasion d'initier de nouvelles stratégies d'alliances. C'est sous l'étiquette « Régions et peuples solidaire » (R&PS), une fédération de partis régionalistes en France dont l'UDB est l'un des initiateurs, que le parti autonomiste présente ou soutient des candidats aux législatives de 2002. Le but de cette alliance est de couvrir électoralement l'ensemble de la Bretagne et cela fonctionne : R&PS présente des candidats dans 34 des 36 circonscriptions bretonnes. Mais le résultat est très décevant pour les candidats : ils obtiennent 1,53 % des suffrages, soit un demi point de moins qu'en 1997 (1,97 %) et un point de moins qu'en 1993 (2,51 %).
Pendant la décennie 2000, ce renouvellement des alliances est davantage payant et permet à l'UDB de réaliser une réelle percée dans le paysage politique breton. À l'occasion des élections régionales de 2004, l'UDB s'allie aux Verts et obtient au premier tour 9,70 % des suffrages, un « score historique pour cette gauche alternative bretonne, écologiste et régionaliste » écrit l'universitaire Romain Pasquier. En fusionnant avec la liste majoritaire de gauche, l'UDB réussi pour la première fois de son histoire à obtenir trois sièges au Conseil régional de Bretagne dont une vice-présidence attribuée au porte-parole de l'UDB, Christian Guyonvarc'h. Aux régionales de 2010, l'alliance écolo-régionaliste se poursuit et obtient 12,21 % au premier tour. En se maintenant au second tour dans le cadre d'une triangulaire, elle gagne encore des voix pour remporter 17,37 % des suffrages et bénéficier cette fois-ci de quatre sièges au Conseil régional de Bretagne, mais dans l'opposition.

Aux élections municipales de 2001 et 2008, l'UDB présente plus de 200 candidats dont près de la moitié est élue. En 2008, les élus UDB accroissent leurs responsabilités en obtenant davantage de postes d'adjoints au maires, de conseillers délégués et de conseillers communautaires, . Aux cantonales de 2011, l'UDB augmente ses résultats en obtenant 9,57 % des voix en moyenne.

Ce soutien réciproque et de non concurrence entre écologie et régionalisme peut fonctionner aussi au niveau hexagonal : lors des législatives de 2012, l'alliance entre Europe Écologie Les Verts (EELV) et Régions et peuples solidaire (R&PS) permet au morbihannais Paul Molac de devenir le premier député UDB à siéger sur les bancs de l'Assemblée nationale.
Quelques mois après, eu égard à l'élection d'un nouveau président de région (Pierrick Massiot) et du nouveau contexte national, l'UDB rejoint la majorité au conseil régional, laissant les verts seuls dans l'opposition de gauche : Christian Guyonvarc'h devient poste de rapporteur général du budget et Herri Gourmelen entre dans bureau de l'exécutif.
Lors des élections européennes de 2014, le parti présente une liste « La Bretagne pour une Europe sociale - Breizhiz dorn-ha-dorn gant pobloù Europa » menée par Christian Guyonvarc'h dans les 5 départements bretons. Malgré le soutien de Régions et peuples solidaires, la liste n'obtient qu'1,01 %, largement distancé par l'autre liste régionaliste (MBP-PB), menée par Christian Troadec, qui obtient 3,05 %.
Autre stratégie également lors des départementales de 2015. L'UDB soutient 30 candidatures et présente 22 quadrinôme autonomes, la Loire-Atlantique étant le département avec le plus de candidats UDB puisque 7 quadrinômes se présentent. Dans d'autres cantons le parti est allié à EELV, le PS, le Mouvement Bretagne et Progrès, voire avec EELV et le PCF. Plusieurs candidatures soutenues par l'UDB sont victorieuse mais le parti ressort sans aucun élu, quand le Mouvement Bretagne et progrès emporte deux cantons.
Lors des élections régionales de 2015 l'UDB est présente dans deux régions, à chaque fois dans une coalition de régionales. En Pays-de-la-Loire ils soutiennent la liste « Choisir nos régions et Réunifier la Bretagne » menée par l'ex-conseiller général EELV Gilles Denigot. Malgré le soutien de toutes les mouvances politiques régionalistes (UDB, MBP, PB et Breizhistance) et des bulletins dans tous les départements, la liste n'obtient qu'1,27 % (2,67 % en Loire-Atlantique. En Bretagne les listes autonomistes et indépendantistes sont séparées en trois listes : une de Breizhistance, une du Parti Breton et « Oui la Bretagne », soutenue par l'UDB et le Mouvement Bretagne et Progrès, menée par Christian Troadec. Avant le premier tour, huit membres de l'UDB dont la porte-parole et conseillère régionale Mona Bras et le député Paul Molac, appellent à soutenir Jean-Yves Le Drian. À la suite de ces exclusions Henri Gourmelen (élu régional et président du groupe UDB) quitte le parti en signe de protestation, le soir du premier tour la liste « Oui la Bretagne » obtient 6,71 % (10,63 % dans le Finistère), un score significatif mais ne permettant pas de se maintenir, Jean-Yves le Drian refusant de fusionner Christian Troadec coupe court aux négociations en début de soirée et aucune consigne de vote n'est donnée. À la suite de ces élections l'UDB n'a donc plus d'élu régionaux, même si Mona Bras est réélue et que Paul Molac fait son entrée au conseil.

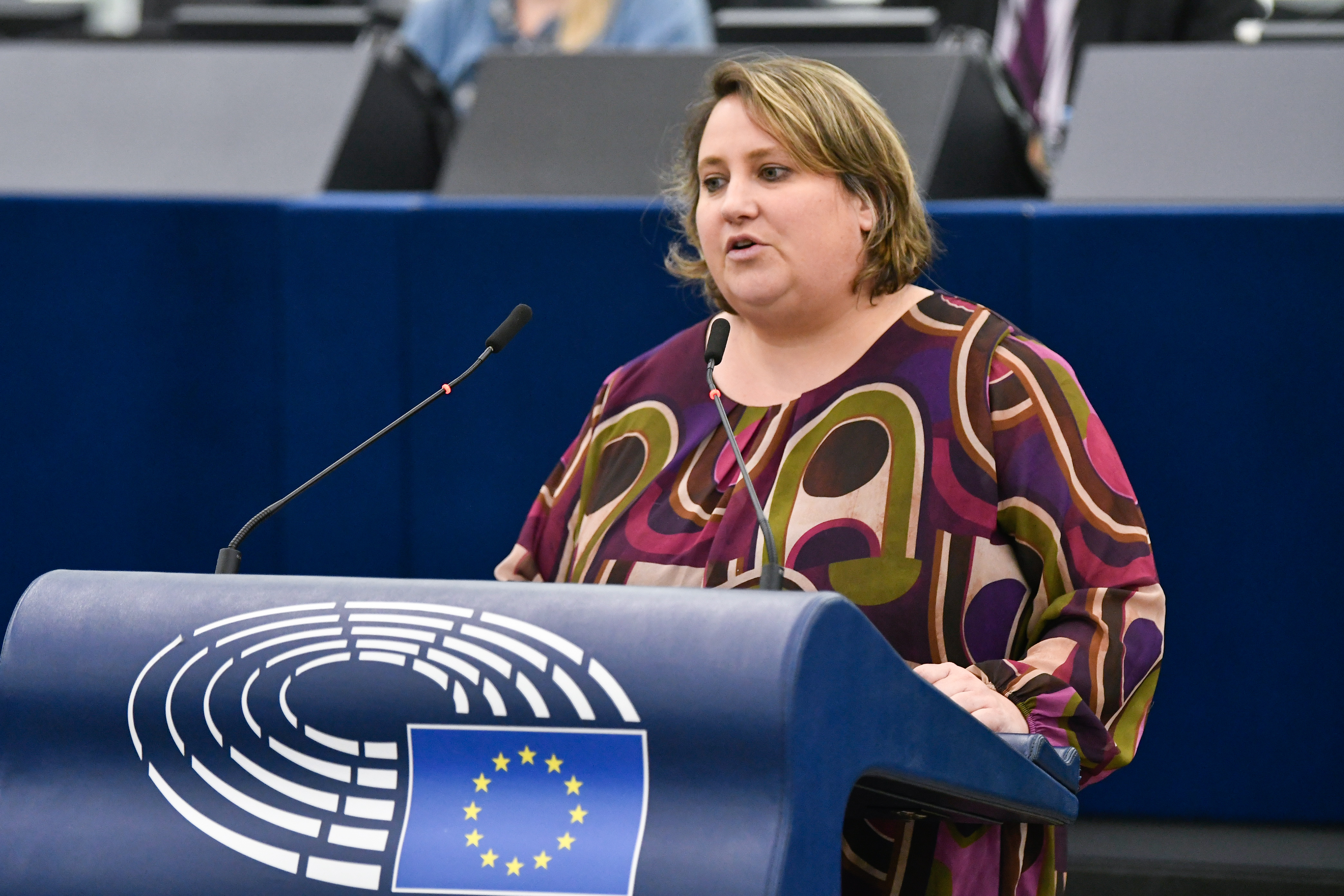
Lydie Massard, ici en novembre 2023, élue députée européenne lors de la 9e législature du parlement européen.

Aux élections régionales de 2021 l'UDB, en alliance avec EÉLV, retrouve quatre élus qui forment le groupe Breizh a-gleiz du Conseil régional de Bretagne en compagnie de deux membres d'ESNT (Ensemble sur nos territoires). Dans le même temps le parti obtient un élu au Conseil départemental d'Ille-et-Vilaine aux départementales de 2021, aussi en alliance avec EÉLV.

## Édition

### Presses populaires de Bretagne

Le logo de la maison d'édition a été créé en janvier 2018.

Après plusieurs années de publications sous son propre nom, l'Union démocratique bretonne structure son édition en fondant les Presses populaires de Bretagne (PPB), une association loi de 1901 officiellement créée en mai 1981. Basée à Saint-Brieuc, les Presses populaires de Bretagne sont une maison d'édition distincte du parti qui publie un magazine d'actualité et des ouvrages thématiques. En 2018, le président de l'association est Benoît Montagné, , .

### MagazineLe Peuple breton
Le Peuple breton est un magazine d'actualité mensuel fondé en 1964 lors de la constitution de l'UDB. Si aujourd'hui encore le magazine dépend financièrement du parti politique, la majeure partie de sa rédaction n'en est pas membre et ses colonnes sont ouvertes à d'autres courants de pensées. Média généraliste, Le Peuple breton reste toutefois un magazine d'opinion qui entend proposer à ses lecteurs de « regarder et comprendre le monde à partir de la Bretagne ». Classé en presse périodique régionale (PPR), il a publié son numéro 600 en janvier 2014. D'un quatre pages noir et blanc au format tabloïd à ses débuts, il est passé au format A4 dans les années 1970, à la couleur dans les années 1990 et propose aujourd'hui 36 pages à ses lecteurs. Il est composé d'un cahier interne intitulé Pobl Vreizh qui propose au lecteur entre 4 et 8 pages d'articles en breton. Imprimé à 15 000 exemplaires au plus fort de son succès, son tirage mensuel moyen s'élève en 2013 à 4 000 exemplaires.

### Ouvrages thématiques
En parallèle du mensuel, plusieurs brochures et des revues thématiques ont été éditées par le parti et par les Presses populaires de Bretagne :
- Nil Caouissin, Manifeste pour un statut de résident en Bretagne, Saint-Brieuc, Presses populaires de Bretagne, avril 2021, 84 p., 10 × 18 cm (EAN 9782957425716, présentation en ligne)
- Collectif, L'Assemblée de Bretagne selon l'UDB : Une réponse pertinente à la crise démocratique, Saint-Brieuc, Presses populaires de Bretagne, août 2020, 50 p., 13 × 18 cm (présentation en ligne)
- Nil Caouissin, Rennes saturée ? : Une croissance à partager, Saint-Brieuc, Presses populaires de Bretagne, novembre 2019, 118 p., 15 × 21 cm (EAN 9782950261984, présentation en ligne)
- Christian Guyonvarc'h, Hervé Grall : Ar mor e-barzh ma sac'h - Comme un océan dans mes bagages, Saint-Brieuc, Presses populaires de Bretagne, juillet 2019, 150 p., 15 × 21 cm (ISBN 2950261973, présentation en ligne)
- Collectif, En em zishual : Ur raktres kevredigezh a Vreizh, Saint-Brieuc, Presses populaires de Bretagne, novembre 2018, 66 p. (ISBN 978-2-9502619-6-0, présentation en ligne)
- Ronan Leprohon, Quand les Bretons racontent leur propre histoire : Chroniques de Ronan Leprohon dans « Le Peuple breton », Saint-Brieuc, Presses populaires de Bretagne, octobre 2018, 174 p. (ISBN 978-2-9502619-4-6, présentation en ligne)
- Collectif, S'émanciper : Un projet de société vu de Bretagne, Saint-Brieuc, Presses populaires de Bretagne, janvier 2018, 182 p. (ISBN 978-2-9502619-5-3, présentation en ligne)
- Émile Masson (préf. Alan Le Cloarec), Antée : Les Bretons et le socialisme, Saint-Brieuc, Presses populaires de Bretagne, 2017 (réédition), 85 p., 11 × 18 cm (ISBN 978-2-9502619-3-9, présentation en ligne)
- Morvan Lebesque (préf. Gael Briand), Chroniques bretonnes : parues dans Le Peuple breton [1968-1969], Saint-Brieuc, Presses populaires de Bretagne, octobre 2016, 90 p., 11 × 18 cm (ISBN 978-2-9502619-2-2, présentation en ligne)
- Nouveau Projet alter breton : un avenir soutenable pour la Bretagne, mieux vivre sans pétrole et sans nucléaire, Saint-Brieuc, Union démocratique bretonne, août 2009, 40 p., 21 × 29,7 cm (présentation en ligne)
- Un statut politique pour la Bretagne, Lannion, Presses populaires de Bretagne, coll. « Les cahiers du Peuple breton » (no 8), novembre 1999, 45 p., 20 × 30 cm (bilingue breton-français) (ISSN 1281-7783, présentation en ligne)
- Jean-Jacques Monnier, Histoire de l'Union démocratique bretonne, Lannion, Presses populaires de Bretagne, coll. « Les cahiers du Peuple breton » (no 7), 1998, 46 p., 20 × 30 cm (ISSN 1281-7783, présentation en ligne)
- Yann Fievet et Christian Guyonvarc'h, Une Bretagne responsable dans un monde solidaire, Lannion, Presses populaires de Bretagne, coll. « Les cahiers du Peuple breton » (no 6), mai 1994, 28 p., 20 × 30 cm (ISSN 1281-7783)
- Yann Fiévet, Le procès du centralisme : plaidoyer pour un autre système politico-administratif en France, Lannion, Presses populaires de Bretagne, coll. « Les cahiers du Peuple breton » (no 5), 1992, 40 p., 20 × 30 cm (ISSN 1281-7783, lire en ligne)
- Loeiz Le Bec, Bretagne verte : la Bretagne et les problèmes de l'écologie, Lannion, Presses populaires de Bretagne, coll. « Les cahiers du Peuple breton » (no 4), 1990, 36 p., 20 × 30 cm (ISSN 1281-7783, présentation en ligne)
- Jean-Christophe Cassard, Loeiz Ar Beg et Monnier Jean-Jacques, La Révolution et les Bretons : élans et déceptions, Lannion, Presses populaires de Bretagne, coll. « Les cahiers du Peuple breton » (no 3), 1989, 18 p., 20 × 30 cm (ISSN 1281-7783, présentation en ligne)
- Christian Guyonvarc'h, Quelle place pour la Bretagne dans le marché unique européen ?, Nantes, Presses populaires de Bretagne, coll. « Les cahiers du Peuple breton » (no 2), 1988, 18 p., 20 × 30 cm (ISSN 1281-7783)
- Prises de position d'un élu UDB : extraits d'interventions publiques de Patrick Pellen, conseiller municipal UDB à Nantes, Nantes, Union démocratique bretonne - section de Nantes, février 1983, 28 p., 14 × 20 cm[Note 53]
- Programme d'avenir pour l'agriculture bretonne, Brest, Presses populaires de Bretagne, coll. « Les cahiers du Peuple breton » (no 1), 1982, 62 p., 20 × 30 cm (ISSN 1281-7783, présentation en ligne)
- Michel François, Les centrales nucléaire : pour qui ?, Nantes, Union démocratique bretonne - fédération de Loire-Atlantique, avril 1981, 12 p. (lire en ligne)
- Fañch Morvannou (préf. Robert Lafont), Le breton, la jeunesse d'une vieille langue, Brest (1re éd.), Lannion (2e et 3e éd.), Presses populaires de Bretagne, coll. « Les cahiers du Peuple breton / hors-série », 1980 (1re éd.), 1988 (2e éd.) et 1994 (3e éd.), 90 p., 21 cm (ISBN 978-2-9502619-0-8 et 2-9502619-0-6, présentation en ligne)
- An Divroad, Brest, Union démocratique bretonne - fédération de Paris et du Centre, 1977 à ?, (périodique) (ISSN 0154-800X, présentation en ligne)
- Notre parti : l'Union démocratique bretonne (ill. Yvon Boëlle, J. Lefèvre), Brest, Union démocratique bretonne, 1977, 40 p., 17 × 25 cm (lire en ligne)
- Programme démocratique breton, Brest, Union démocratique bretonne, 1977, 67 p., 17 × 11 cm (présentation en ligne, lire en ligne)
- Centre-Bretagne, symbole d'une Bretagne colonisée : désert ou terres d'avenir ?, Carhaix-Plouguer, Union démocratique bretonne - fédération du Centre-Bretagne, 1976, 12 p., 21 × 10 cm (présentation en ligne)
- Vos questions, nos réponses : revue de formation théorique de l’Union démocratique bretonne, Brest, Union démocratique bretonne (no 1 à 6), mai 2008, entre 28 et 60 (ISSN 0753-6038, présentation en ligne, lire en ligne), chap. 532
- La Loire-Atlantique est bretonne, Brest, Union démocratique bretonne, 1973, 32 p., 18 cm (présentation en ligne)[M 16]
- L'UDB et « le problème de la raffinerie » à Brest, Brest, Union démocratique bretonne, 1972, 12 p., 22 cm (présentation en ligne)[PB 30]
- L'agriculture bretonne : positions de l'UDB, Brest, Union démocratique bretonne, 1972, 22 cm (présentation en ligne)
- Bretagne = colonie : avec l'UDB pour que ça cesse !, Brest, Union démocratique bretonne (réimpr. 1972) (1re éd. 1970), 120 p., 16 cm (présentation en ligne, lire en ligne)[Note 54],[M 12],[PPN 3]

### Rencontre littéraire à la Cité du livre pour le40eanniversaire
Le 17 octobre 2004, sur l'invitation de l'association culturelle Savenn douar implantée à Bécherel, et qui est à l'origine de la Cité du livre, l'Union démocratique bretonne propose à l'occasion de ses 40 ans une rencontre littéraire sur le thème « Écrivains, politique et écriture ». L'idée est de réunir des auteurs membres de l’UDB, qui l’ont été ou s’en sentent proches, autour de tables rondes présidées par la militante Anne-Marie Kervern-Quefféléant et l'ancien président de l'université Rennes 2, Michel Denis. Ce moment d’échange et de réflexion rassemble trois cents visiteurs autour d'une cinquantaine d'auteurs et d'universitaires,  :

Herri ar Borgn, Herve Ar Gall, Hervé Bellec, Georges Cadiou, Hervé Carn, Jean-Christophe Cassard, Guy Castel, Raymond Chermat, René Cloitre, Paolig Combot, Michel Demion, Michel Denis, Roger Faligot, Francis Favereau, Roger Gicquel, Daniel Giraudon, Christian Guyonvarc'h, Kristian Hamon, Angèle Jacq, Alain Kervern, Anne-Marie Kervern, Jean Kergrist, Ronan Larvor, Yves Le Bahy, Per Le Bihan, Loeiz Le Bec, Jean-Loup Le Cuff, Annaig Le Gars, Yann Meur, Paol ar Meur, Ronan Leprohon, Jacques Lescoat, Jean-Pierre Letort-Trégaro, Mirzhin, Jean Moign, Jean-Jacques Monnier, Ricardo Montserrat, André Morvan, Michel Nicolas, le dessinateur Nono, Fañch Olivier, Jean-Charles Perazzi, Fañch Peru, Yann-Ber Piriou, André Pochon, Gérard Prémel, Pascal Rannou, Gilles Servat ainsi que Colette Trublet, la fondatrice de l'association Savenn douar.

### Colloque à Sciences-Po Rennes et deux livres pour le50eanniversaire
Les 4 et 5 avril 2013, les politologues Tudi Kernalegenn et Romain Pasquier — avec le soutien du Centre de recherches sur l'action politique en Europe (CRAPE) et du Centre de recherche bretonne et celtique (CRBC) — organisent à l'Institut d'études politiques de Rennes une conférence intitulée : « L’Union démocratique bretonne, un parti autonomiste dans un État unitaire ». Ouvert au grand public, ce colloque réunit dix-neuf chercheurs en histoire, science politique ou sociologie provenant de Bretagne mais aussi de Belgique, d'Italie ou d'Espagne. Organisé dans une période où les questions de diversité linguistique et de décentralisation sont d'actualité en France, cet événement permet de poser un premier regard scientifique sur l'UDB et favorise le débat pour comprendre davantage la société bretonne et ses aspirations régionalistes, , , . Les actes de conférence sont publiés aux Presses universitaires de Rennes en janvier 2014, cinquante ans tout juste après la création du parti.
À l'occasion de ce cinquantenaire, un second ouvrage est publié en avril 2014, cette fois-ci aux éditions Yoran Embanner : Histoire de l’Union démocratique bretonne : 50 ans de luttes. Ce livre est, selon le journaliste Christian Le Meut, « complémentaire » des actes de conférences parus quelques mois plus tôt. Il est l'œuvre de deux historiens proches du parti, Jean-Jacques Monnier et Lionel Henry (aidés par Yannick Quénéhervé pour l'iconographie), qui proposent une restitution de l'histoire parfois mouvementée de l'UDB avec, dans un premier temps, une étude chronologique, puis une étude thématique,.